# گارنیانو
گارنیانو (به ایتالیایی: Gargnano) یک کومونه در ایتالیا است که در استان برشا واقع شده‌است.

## خصوصیات
گارنیانو ۷۸ کیلومترمربع مساحت و ۳٬۰۳۳ نفر جمعیت دارد و ۹۸ متر بالاتر از سطح دریا واقع شده‌است.